# Copa de la Reina de hockey sobre patines 2019
La 14ª edición de la Copa de la Reina se celebró en Reus del 21 al 24 de febrero de 2019.
La sede única fue la ciudad de Reus (Tarragona) y los encuentros se jugaron en el Pabellón Olímpico Municipal. Cabe destacar que, por primera vez en la historia, se disputó la Copa del Rey y de la Reina de forma conjunta.
Se disputó entre los 8 mejores equipos de la OK Liga Femenina 2018-19 en la primera vuelta de la liga, según el sorteo efectuado el 7 de febrero de 2019.
El campeón de esta edición fue el Telecable Hockey Club que consiguió su cuarto título de copa.
De forma paralela se disputó la segunda edición de la MiniCopa Femenina en categoría base. Se jugó en formato cuartos de final (viernes), semifinales (sábado) y final (domingo) entre ocho equipos de categoría FEM12. Los equipos participantes fueron Igualada HC, CE Vendrell, Telecable HC, Reus Deportiu, CP Las Rozas, CP Voltregà, Cerdanyola HC y CH Mataró, que se proclamó campeón de esta segunda edición.

## Equipos participantes
Los ocho primeros clasificados después de la primera vuelta de la OK Liga se clasificaron para el torneo.
| Pos | Equipo                | J  | G  | E | P | G.F. | G.C. | Pts |
| --- | --------------------- | -- | -- | - | - | ---- | ---- | --- |
| 1   | CP Manlleu            | 13 | 11 | 1 | 1 | 96   | 19   | 34  |
| 2   | HC Palau de Plegamans | 13 | 11 | 0 | 2 | 54   | 18   | 33  |
| 3   | Telecable Hockey Club | 13 | 10 | 1 | 2 | 67   | 27   | 31  |
| 4   | CP Voltregà           | 13 | 8  | 2 | 3 | 54   | 26   | 26  |
| 5   | CP Vila-Sana          | 13 | 8  | 1 | 4 | 33   | 23   | 25  |
| 6   | CP Las Rozas          | 13 | 7  | 2 | 4 | 31   | 24   | 23  |
| 7   | CH Cerdanyola         | 13 | 6  | 5 | 2 | 50   | 45   | 23  |
| 8   | CHP Bigues i Riells   | 13 | 6  | 2 | 5 | 56   | 33   | 20  |

## Resultados
|  | Cuartos de final      | Cuartos de final |                       |              | Semifinales   | Semifinales   |  |               | Final         | Final         |  |
|  | 21-22 de febrero      | 21-22 de febrero |                       |              | 23 de febrero | 23 de febrero |  |               | 24 de febrero | 24 de febrero |  |
|  |                       |                  |                       |              |               |               |  |               |               |               |  |
|  |                       |                  |                       |              |               |               |  |               |               |               |  |
|  | CP Voltregà           | 3                |                       |              |               |               |  |               |               |               |  |
|  | CP Voltregà           | 3                |                       |              |               |               |  |               |               |               |  |
|  | CP Las Rozas          | 2                |                       |              |               |               |  |               |               |               |  |
|  | CP Las Rozas          | 2                |                       | CP Voltregà  | 4 (0)         |               |  |               |               |               |  |
|  |                       |                  |                       | CP Voltregà  | 4 (0)         |               |  |               |               |               |  |
|  |                       |                  | CH Cerdanyola         | 4 (2)        |               |               |  |               |               |               |  |
|  | CP Manlleu            | 4                | CH Cerdanyola         | 4 (2)        |               |               |  |               |               |               |  |
|  | CP Manlleu            | 4                |                       |              |               |               |  |               |               |               |  |
|  | CH Cerdanyola         | 6                |                       |              |               |               |  |               |               |               |  |
|  | CH Cerdanyola         | 6                |                       |              |               |               |  | CH Cerdanyola | 3             |               |  |
|  |                       |                  |                       |              |               |               |  | CH Cerdanyola | 3             |               |  |
|  |                       |                  | Telecable Hockey Club | 7            |               |               |  |               |               |               |  |
|  | HC Palau de Plegamans | 1 (1)            | Telecable Hockey Club | 7            |               |               |  |               |               |               |  |
|  | HC Palau de Plegamans | 1 (1)            |                       |              |               |               |  |               |               |               |  |
|  | CP Vila-Sana          | 1 (2)            |                       |              |               |               |  |               |               |               |  |
|  | CP Vila-Sana          | 1 (2)            |                       | CP Vila-Sana | 0             |               |  |               |               |               |  |
|  |                       |                  |                       | CP Vila-Sana | 0             |               |  |               |               |               |  |
|  |                       |                  | Telecable Hockey Club | 6            |               |               |  |               |               |               |  |
|  | Telecable Hockey Club | 5                | Telecable Hockey Club | 6            |               |               |  |               |               |               |  |
|  | Telecable Hockey Club | 5                |                       |              |               |               |  |               |               |               |  |
|  | CHP Bigues i Riells   | 2                |                       |              |               |               |  |               |               |               |  |
|  | CHP Bigues i Riells   | 2                |                       |              |               |               |  |               |               |               |  |
|  |                       |                  |                       |              |               |               |  |               |               |               |  |

- Entre paréntesis goles en la tanda de penaltis.